# Чезаре Малдини
Чезаре Малдини (на италиански: Cesare Maldini) е италиански футболист - национал, защитник и треньор. Той е баща на футболиста Паоло Малдини. Започва професионалната си кариера през 1952 г. в УС Триестина. През 1954 г. преминава в Милан, където изиграва 347 мача с отбелязани 3 гола. През 1966 г. преминава във ФК Торино, където до 1967 г. приключва състезателната си кариера като изиграва 33 мача. В националния отбор на своята страна дебютира през 1962 г. До 1968 г. изиграва 25 мача с отбелязан 1 гол, като в шест мача е капитан на отбора. Като футболист на Милан е четири пъти шампион на Италия, с него печели и Купата на европейските шампиони през 1963 г. като капитан на отбора.
В периода 1973 г. до 2002 г. е треньор на различни клубни и национални отбори, като през 1973 г. с Милан печели Купата на носителите на национални купи и Купата на Италия, а с младежкия отбор до 21 г. е европейски шампион през 1992, 94 и 96 г. Носител на италианската награда „Златна скамейка“ за цялостна кариера като треньор.